# Adesmia tucumanensis
Adesmia tucumanensis är en ärtväxtart som beskrevs av Arturo Erhardo Erardo Burkart. Adesmia tucumanensis ingår i släktet Adesmia och familjen ärtväxter. Inga underarter finns listade i Catalogue of Life.